# El Nopal, San Andrés Tuxtla
El Nopal är en ort i Mexiko.   Den ligger i kommunen San Andrés Tuxtla och delstaten Veracruz, i den sydöstra delen av landet, 400 km öster om huvudstaden Mexico City. El Nopal ligger 464 meter över havet och antalet invånare är 472.
Terrängen runt El Nopal är huvudsakligen kuperad, men åt sydost är den platt. Runt El Nopal är det ganska tätbefolkat, med 139 invånare per kvadratkilometer. Närmaste större samhälle är San Andres Tuxtla, 4,9 km öster om El Nopal. Omgivningarna runt El Nopal är en mosaik av jordbruksmark och naturlig växtlighet.